# Ковач, Миломир

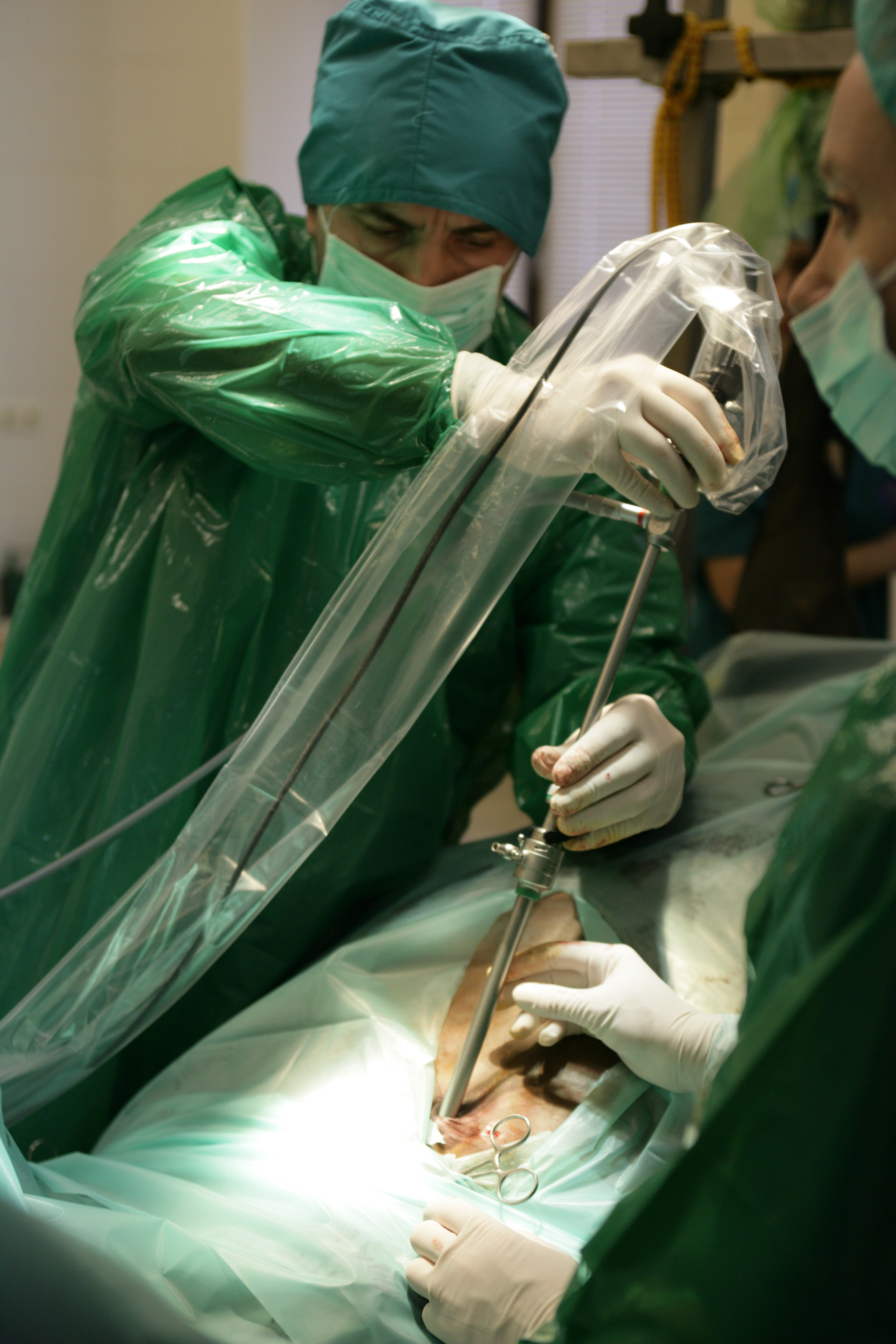
Декабрь 2009

 Миломир Ковач (серб. Milomir Kovač; 21 октября 1962, Фоча — 24 октября 2022) — югославский и немецкий ветеринарный хирург. Доктор ветеринарных наук, известный международный специалист по болезням лошадей, действительный член Сербской академии инновационных наук, лауреат национальной премии «Золотой скальпель», предложил несколько уникальных методов лечения и операций на лошадях в Российской Федерации и в мире, автор нескольких учебных пособий, почётный профессор Московской государственной академии ветеринарной медицины и биотехнологии им. К. И. Скрябина. С 2007 года жил в Москве, работал в качестве главного врача и хирурга в ветеринарной клинике КСК «Новый век».

## Биография
Родился 21 октября 1962 года в Фоче (Югославия) в семье Гойко Ковача (р. 1934) и Радойки Ковач (урождённой Миланович, р. 1941).
В 1980 году окончил медицинское училище с максимальной оценкой 5.0 баллов и был отмечен красным дипломом как лучший студент выпуска. В 1980—1981 годах проходил срочную военную службу.
В 1987 году окончил ветеринарный факультет Сараевского университета (Югославия) со средней оценкой 9,27 балла из 10 возможных; удостоен золотой медали как лучший студент выпуска.
В 1987—1992 годах работал в качестве ассистента, научного сотрудника и преподавателя на кафедре патофизиологии ветеринарного факультета университета Сараево. В это время начал активно заниматься научной деятельностью и получил грант Европейского Совета по научным исследованиям.
С 1987 года обучался в аспирантуре университета Сараево по специальности «Радиобиология»; в 1990 году окончил обучение с отличием как лучший аспирант (со средней оценкой 10 баллов), защитил диссертацию и получил степень магистра ветеринарных наук (MSc). Тема магистерской диссертации: «The effects of the 259 kV X ray irradiation on the swine bone morrow».
В 1993 году защитил докторскую диссертацию на ветеринарном факультете университета Белграда (Югославия) и получил степень доктора ветеринарных наук (PhD). Тема диссертации: «Интоксикация крыс ацетатом свинца во время беременности и в период лактации с точки зрения гистоморфологических изменений в надпочечниках».
В 1994 году — научный сотрудник Института иммунологии медицинского факультета университета в Грайфсвальде (Германия).
С 1995 до 2007 года работал в качестве научного сотрудника и ветеринарного хирурга в двух ведущих ветеринарных клиниках Германии по болезням лошадей: «Tierklinik Hochmoor» и «Bergische Tierklinik», где проводил диагностику и лечение лошадей Изабель Верт, Маркус Энинга, Ульрих Кирхова и других ведущих всадников немецкой сборной. В этих клиниках продолжал вести научные исследования; под руководством проф. др. Бернарда Хускампа занимался диагностикой и лечением кардиоваскулярных, респираторных, желудочно-кишечных и ортопедических заболеваний лошадей.
В 1998 году сдал экзамен на звание «международный специалист по болезням лошадей» (нем. «Fachtierarzt für Pferde») в Ветеринарном университете Ганновера (Германия).
В 2004 году в Гиссенском ветеринарном университете (Германия) сдал немецкий государственный экзамен для ветеринарных врачей.
С 2007 года — главный врач и хирург в ветеринарной клинике КСК «Новый Век» (Москва).
С 2009 года — преподаватель курса «Биология и патология лошади» в Московской государственной академии ветеринарной медицины и биотехнологии им. К. И. Скрябина.
В 2013 году Миломиру Ковачу присвоено звание почётного профессора Московской государственной академии ветеринарной медицины и биотехнологии им. К. И. Скрябина за выдающиеся достижения в области ветеринарной медицины по болезням лошадей в Российской Федерации.
С 2014 года Ковач Миломир — главный преподаватель всероссийского интенсивного курса повышения квалификации для ветеринарных врачей по специализации: «Биология, патология и современные методы диагностики и лечения заболеваний лошадей».
В 2014 году на открытии XXII Московского международного ветеринарного конгресса Ковач Миломир получил самое престижное признание в ветеринарной медицине в Российской Федерации « Золотой скальпель» в номинации «За внедрение инновационных технологий в практику российской ветеринарной медицины».
В 2016 году удостоен звания действительного члена Сербской королевской академии инновационных наук.
В 2017 году Миломир Ковач совместно с Федеральным Казанским Университетом и Ноттингемским университетом (Великобритания) первый в мире начинал успешно применять прямую генную терапию с фактором роста VEGF и FGF при тяжёлых повреждениях сухожилий и связок у лошадей, которая нашла подтверждение научной публикацией в одном от самых значимых и авторитетных научных журналов по ветеринарии в мире «Frontiers in Veterinary Science»..
Этот метод лечения вызвал широкий отклик в мире и был опубликован в главных научных порталах мира,, а также и в мировых средствах массовой информации
,,,,,
,.
С 2007 года Миломир Ковач — единственный в Российской Федерации специалист в области хирургии лошадей, который проводил все виды хирургических операций. Миломир Ковач первым в Российской Федерации и странах бывшего Советского Союза начал проводить полостные операции на желудочно-кишечном тракте лошадей. За десять лет им было проведено более 300 таких операций; показатель выживаемости при этом превысил 82 %,. В числе излеченных — лошади, которым произведена резекция более 12 метров тонкого отдела кишечника. До 2007 года лошади в России с тяжёлыми странгуляционными заболеваниями кишки погибали. Миломир Ковач первым в Российской Федерации начал проводить лапароскопические операции при абдоминальном крипторхизме лошадей, применять криохирургию при удалении абдоминальных и кожных опухолей,, первым начал применять плазму, обогащённой тромбоцитами (Osteokine-PRP), и культуру мезенхимальных стволовых клеток при повреждении сухожилий и связок у лошадей
,.
Под его руководством в ветеринарной клинике «Новый век» впервые в Российской Федерации была проведена операция по удалению изменённого стекловидного тела и рубцовой ткани с поверхности сетчатки (витрэктомия парс плана) при периодическом воспалении глаза у лошадей, также он первым начал проводить эвиспарацию и постановку внутрисклерального силиконового протеза у лошадей.
Книги Миломира Ковача «Колики лошади» и «Ортопедические заболевания лошадей — современные методы диагностики и лечения»- это первые и единственные в своём роде книги в этих областях медицины лошадей на русском языке. Издания допущены Учебно-методическим объединением высших учебных заведений Российской Федерации по образованию в области зоотехнии и ветеринарии в качестве учебных пособий для студентов высших учебных заведений.
Миломир Ковач — автор пяти книг по болезням лошадей и более 100 научных трудов в области ветеринарии. С 2007 года он публиковал статьи для широкого круга читателей в Конный мир (журнал). Миломир Ковач являлся членом Германского ветеринарного объединения по болезням лошадей, свободно говорил на четырёх языках (сербский, английский, немецкий и русский). Увлекался шахматами (кандидат в мастера спорта) и астрономией.
Умер 24 октября 2022 от остановки сердца во время купания в море.

## Учебные пособия
- Kovac M. Količna oboljenja konja — Vet. Komora. Beograd, 2002.[45]
- Kovac M. Dijagnostika i terapija ortopedskih oboljenja konja — Eduvet, 2008.[46]
- Kovac M. Ehokardiografija — В кн. Trailiovic D.: Dijagnostika i terapija oboljenja konja. — Naucna KMD, 2010.[47]
- Kovac M. «Колики лошади. Причина. Диагноз. Лечение» Изд. — "Королевский издательский дом 2010.[48]
- Kovac M. «Ортопедические заболевания лошадей — современные методы диагностики и лечения» Изд. — "Королевский издательский дом, второе издание 2017.[49][50]

## Избранные научные труды
- Kovac M., Huskamp B., Toth J. Hernia renolienalis in horses. Conservative methods of the therapy — In: Vet Glasnik, 1998, 52, 9-10,483-492.[51]
- Kovac M., Scheidemann W., Tambur Z. Contribution to hyperinfusion therapy in chronic obstructive bronchitis in horses — In: Vet glasnik 1988, 52, 7-8, . 357—372.[52]
- Toth J., Hollerrider J., Kovac M. Masculine pseudohermaphroditism and concurrent cryptorchidism in horse — Magyar Allatorvosok Lapja. 1998, 120(10): 579—581.[53]
- Kovac M, Hollerieder S, Tambur Z. Combination therapy of equine progressive ethmoid hematoma with laser (Nd:YAG) and intralesional injections of formalin — In: Vet glasnik, 1999, 53, 3-4, 181-9.[54]
- Kovac M., Huskamp B. Arterial hypotension during induction of inhalation anesthesia in horses with hernia foraminis omenthalis and opstipation of the ileum — In: Vet Glasnik, 1999, 53, 5-6, 249—259.[54]
- Kovac M., Tambur Z. Abdominaly limphosarkom in horse — In: Vet Glasnik, 1999, 53, 5-6,257-265.[55]
- Kovac M., Tambur Z., Kulisic Z. Anaplocephala perfoliata and invaginati intestini in horses — In: Vet Glasnik, 2000, 54, 5-6, 263—269.[56]
- Toth J., Hollerieder J., Kovac M. Nephroblastoma — an uncommon tumour in horse — In: Pferdeheilkunde, 1999, 15, 1, 17-23.[57]
- Kovac M ., Toth J., Tambur Z . Diagnosis, anesthesia and operative repair of urinary bladder rupture in foals — In: Acta Veterinaria, 2000, 50, 5-6, 281—287.[58]
- Kovac M., Scheidemann W., Tambur Z. Electrocardiographic interval changes during hyperinfusion in horses with chronic obstructive pulmonary disease — In: Acta Veterinaria, 2000, 50, 56, 275—280.[59]
- Toth J.,Ruhl J., Kovac M. «Recurrent uveitis (iridocyclochorioiditis) of horses» — In: Magy Allato, 2001, 123(3),152-163 .[60]
- Kovac M, Nowak M., Petzoldt S. Use of nuclear medicine imaging: Scintigraphy in diagnosis of equine orthopedic disease — In: Vet Glasnik, 2002, 56, 5-6, 339—349.[61]
- Kovac M., Nowak M., Tambur Z. Diagnosis of hoof disease in horses using computed tomography — In: Vet Glasnik, 2002, 56, 5-6, 321—328.[62]
- Kovac M., Nowak M., Tambur Z. Frequency of orthopedic diseases in horses: A retrospective study — In: Vet Glasnik, 2002, 56, 5-6, 307—319.[63]
- Kovac M., Scheidemann W. Zwischenfälle und Risiken während der Inhalationsnarkose bei Pferden. Untersuchung anhand 2339 operierter Pferde — In: Tierärztliche Praxis, 2002, 30 (G), 46-50.[64]
- Kovac M., Toth J. , Tambur Z. Atrial fibrillation in horses- Echocardiographic findings — In: Acta Veterinaria, 2003, 53, 4, 249—257.[65]
- Kovac M., Ueberschär S., Nowak M. Aortic valve insufficiency and myocardial melanoma in a horse — In: Pferdeheilkunde , 2005, 5, 408—412.[66]
- Kovac M., Huskamp B., Toth J. Prevalence, risk and therapy of postoperative ileus after intestinal surgery in the horse — In: Proceedings of 10th Congress of the world equine veterinary association. Moskow, 2008, 56.[67]
- Kovac M., Litvin Y.A., Aliev R., Zakrova E.Y., Rutland C.S., Kiyasov A.P., Rizvanov A.A.:Gene Therapy Using Plasmid DNA Encoding Vascular Endothelial Growth Factor 164 and Fibroblast Growth Factor 2 Genes for the Treatment of Horse Tendinitis and Desmitis: Case Reports — In:. Frontiers in Veterinary Science, 10,10, 2017[12].
- Kovac M., Huskamp B., Scheidemann W., Toth J., Tambur Z.: Survival and evaluation of clinical and laboratory variables as prognostic indicators in horses hospitilized with acute diarrhea: 342 cases (1995—2015)— In:. Acta Veterinaria, 2017, 67 (3), 356—365[68]

## Примечание
1. 1 2  СКАИН · Чланови. Дата обращения: 6 ноября 2017. Архивировано 7 ноября 2017 года.
2. 1 2  Главный врач нашей клиники проф. др. Ковач Миломир получил звание Академика. Дата обращения: 6 ноября 2017. Архивировано 2 декабря 2017 года.
3. ↑  лауреат национальной премии «Золотой скальпель» Архивная копия от 13 февраля 2015 на Wayback Machine.
4. 1 2  Важная научная информация. Дата обращения: 6 ноября 2017. Архивировано 7 ноября 2017 года.
5. ↑  Единственный профессор по болезням лошади в России  Архивная копия от 25 декабря 2013 на Wayback Machine.
6. ↑  Биография  Архивная копия от 25 декабря 2013 на Wayback Machine.
7. ↑  Диссертации Белградского Университета  Архивная копия от 25 декабря 2013 на Wayback Machine.
8. ↑  Почётный профессор Московской государственной академии ветеринарной медицины и биотехнологии им. К. И. Скрябина, журнал Конный Мир стр. 6 выпуск октябрь 2013 Архивная копия от 25 декабря 2013 на Wayback Machine.
9. ↑  главный преподаватель всероссийского интенсивного курса повышения квалификации Архивировано 13 февраля 2015 года..
10. ↑  лауреат премии «Золой скальпель» в номинации «За внедрение инновационных технологий в практику российской ветеринарной медицины» Архивная копия от 2 мая 2014 на Wayback Machine.
11. ↑  Лауреат премии «Золой скальпель». Дата обращения: 5 мая 2014. Архивировано 5 мая 2014 года.
12. 1 2  Frontiers | Gene Therapy Using Plasmid DNA Encoding Vascular Endothelial Growth Factor 164 and Fibroblast Growth Factor 2 Genes for the Treatment of Horse Tendinitis and Desmi... Дата обращения: 6 ноября 2017. Архивировано 19 октября 2017 года.
13. ↑  Gene therapy can cure lameness in horses, research finds. Дата обращения: 6 ноября 2017. Архивировано 7 ноября 2017 года.
14. ↑  Архивированная копия. Дата обращения: 6 ноября 2017. Архивировано 7 ноября 2017 года.
15. ↑  Gene therapy can cure lameness in horses, research finds | EurekAlert! Science News. Дата обращения: 6 ноября 2017. Архивировано 7 ноября 2017 года.
16. ↑  Fallen racehorses could be spared from euthanasia as scientists cure lameness with DNA injections. Дата обращения: 6 ноября 2017. Архивировано 14 ноября 2017 года.
17. ↑  UK team cure lame horses with gene therapy | Daily Mail Online. Дата обращения: 6 ноября 2017. Архивировано 8 ноября 2017 года.
18. ↑  AlphaGalileo > Item Display. Дата обращения: 6 ноября 2017. Архивировано 7 ноября 2017 года.
19. ↑  Gene therapy can cure lameness in horses | Feedstuffs. Дата обращения: 6 ноября 2017. Архивировано 7 ноября 2017 года.
20. ↑  Gene therapy for severe tendon and ligament injuries in horses. Дата обращения: 6 ноября 2017. Архивировано 7 ноября 2017 года.
21. ↑  Gene therapy can cure lameness in horses, research finds — Jersey Tribune
22. ↑  Российские учёные вылечили лошадь от хромоты с помощью генной терапии - РИА Новости, 19.10.2017. Дата обращения: 6 ноября 2017. Архивировано 7 ноября 2017 года.
23. ↑  Архивированная копия. Дата обращения: 18 января 2014. Архивировано 1 февраля 2014 года.
24. ↑   Архивная копия от 1 февраля 2014 на Wayback Machine.
25. ↑  Веб-сайт ветеринарной клиники Новый Век. Дата обращения: 30 ноября 2013. Архивировано 25 декабря 2013 года.
26. 1 2  Доктор Ковач. Дата обращения: 6 ноября 2017. Архивировано 7 ноября 2017 года.
27. ↑  Журнал Конный Мир, 11, 74-75, 2008 Архивная копия от 25 декабря 2013 на Wayback Machine.
28. ↑  Первая лапароскопическая операция у лошадей в России Архивная копия от 1 февраля 2014 на Wayback Machine,
29. ↑  Без права на ошибку Архивная копия от 1 февраля 2014 на Wayback Machine,
30. ↑  Криохирургия для животных. Дата обращения: 30 ноября 2013. Архивировано 25 декабря 2013 года.
31. ↑  Криохирургия как метод лечения саркоида у лошадей. Дата обращения: 6 ноября 2017. Архивировано 7 ноября 2017 года.
32. ↑  Первое применение плазмы, обогащённую тромбоцитами (Osteokine-PRP). Дата обращения: 3 декабря 2013. Архивировано 25 декабря 2013 года.
33. ↑  Применение плазмы, обогащённой тромбоцитами, при лечении повреждения сухожилия глубокого сгибателя пальца лошади. Дата обращения: 6 ноября 2017. Архивировано 7 ноября 2017 года.
34. ↑  Стволовые клетки при ортопедическом повреждении у лошадей. Дата обращения: 30 ноября 2013. Архивировано из оригинала 25 декабря 2013 года.
35. ↑  регенеративная медицина при тендините у лошадей. Дата обращения: 30 ноября 2013. Архивировано 25 декабря 2013 года.
36. ↑  Применение мультипотентных мезенхимальных стромальных клеток при повреждении сухожилий лошади
37. ↑  Первая витрэктомия у лошадей в России. Дата обращения: 30 ноября 2013. Архивировано 25 декабря 2013 года.
38. ↑  Установка внутрисклерального силиконового протеза у лошади после эвисцерации глазного яблока. Дата обращения: 6 ноября 2017. Архивировано 7 ноября 2017 года.
39. ↑  Книга Колики лошади. Причины. Диагноз. Лечение Архивная копия от 15 ноября 2013 на Wayback Machine,
40. ↑  Книга Ортопедические заболевания лошадей — современные методы диагностики и лечения Архивная копия от 15 ноября 2013 на Wayback Machine.
41. ↑  Вопросы и ответы — Др Ковач Миломир Архивная копия от 15 ноября 2013 на Wayback Machine.
42. ↑  Турниры по шахматам  Архивная копия от 21 ноября 2013 на Wayback Machine,
43. ↑  Чемпионат Германии по быстрым шахматам  Архивная копия от 25 декабря 2013 на Wayback Machine,
44. ↑  Ушел из жизни Миломир Ковач. www.prokoni.ru. Дата обращения: 24 октября 2022. Архивировано 24 октября 2022 года.
45. ↑  Kovac M. Količna oboljenja konja  Архивная копия от 25 декабря 2013 на Wayback Machine,
46. ↑  Kovac M. Dijagnostika i terapija ortopedskih oboljenja konja  Архивная копия от 25 декабря 2013 на Wayback Machine,
47. ↑  Kovac M. Ehokardiografija  Архивная копия от 25 декабря 2013 на Wayback Machine,
48. ↑  Kovac M. "Колики лошади. Причина. Диагноз. Лечение  Архивная копия от 15 ноября 2013 на Wayback Machine,
49. ↑   Архивная копия от 15 ноября 2013 на Wayback Machine,
50. ↑  Товары, Вышла новая книга: Ортопедические заболевания лошадей. Современные методы диагностики и лечения, Другое | Prokoni.ru. Дата обращения: 6 ноября 2017. Архивировано 7 ноября 2017 года.
51. ↑  ref Архивная копия от 25 декабря 2013 на Wayback Machine,
52. ↑  ref (недоступная ссылка),
53. ↑  ref Архивная копия от 25 декабря 2013 на Wayback Machine,
54. 1 2  ref Архивная копия от 25 декабря 2013 на Wayback Machine
55. ↑  ref Архивная копия от 25 декабря 2013 на Wayback Machine,
56. ↑  ref (недоступная ссылка)
57. ↑  ref Архивная копия от 25 декабря 2013 на Wayback Machine,
58. ↑  ref Архивная копия от 25 декабря 2013 на Wayback Machine,
59. ↑  ref Архивная копия от 25 декабря 2013 на Wayback Machine,
60. ↑   Архивная копия от 2 мая 2014 на Wayback Machine,
61. ↑  ref Архивная копия от 25 декабря 2013 на Wayback Machine,
62. ↑  ref Архивная копия от 9 февраля 2020 на Wayback Machine,
63. ↑  ref Архивная копия от 25 декабря 2013 на Wayback Machine,
64. ↑  ref Архивная копия от 24 сентября 2015 на Wayback Machine,
65. ↑  ref Архивная копия от 25 декабря 2013 на Wayback Machine,
66. ↑  ref Архивная копия от 25 декабря 2013 на Wayback Machine,
67. ↑  ref Архивная копия от 24 декабря 2013 на Wayback Machine,
68. ↑  Архивированная копия. Дата обращения: 6 ноября 2017. Архивировано 7 ноября 2017 года.